# Nicolau da Roménia
Nicolau da Romênia (Sinaia, 5 de agosto de 1903 – Madrid, 9 de junho de 1978), foi um Príncipe da Romênia, quarto filho do rei Fernando I da Romênia e de sua esposa, a princesa Maria de Saxe-Coburgo-Gota. Após a morte de seu pai em 1927, Nicolau foi nomeado Príncipe Regente de seu sobrinho, o rei Miguel I, por sua menoridade – cargo esse que exerceu até 1930 com o retorno de seu irmão mais velho, o príncipe Carlos, à Romênia para assumir o trono.

## Biografia
Nascido no Castelo de Peleș em Sinaia, Nicolau era o irmão mais novo de Carlos, herdeiro aparente, que tinha renunciado dos seus direitos à sucessão do trono em 1925. Quando Fernando morreu em 1927, foi sucedido pelo filho de Carlos de cinco anos, Miguel. Nicolau tinha sido sugerido para herdeiro quando Carlos se casou com a plebeia Zizi Lambrino em 1918 (um casamento mais tarde anulado). Dada a tenra idade de Miguel, um conselho de regência teve de ser formado e o príncipe Nicolau foi forçado a abandonar a sua carreira na Marinha Real Britânica para regressar ao seu país natal e servir no concelho ao lado de Gheorghe Buzdugan e do patriarca Miron Cristea.
Embora tratado de forma não oficial como “o regente de primeira fila”, Nicolau ressentia o facto de ter deixado a sua carreira naval e não tinha qualquer interesse por política. Tentou prosseguir com a cooperação do pai com os Liberais Nacionais (PNL) e conter a oposição do Partido Nacional dos Camponeses (PNŢ) à regência ao nomear um governo nacional na figura de Ion I.C. Brătianu. Quando este recusou o cargo, Nicolau começou a sentir uma mudança na posição de Carlos cerca de meados de 1927, quando este argumentou que tinha sido forçado a abandonar o seu trono. A cooperação entre Carlos e o PNŢ foi travada com êxito pelo PNL, mas a morte de Brătianu em 1927 restaurou os contactos e aumentou o apelo do PNŢ. Nesta altura, a regência era largamente vista como uma organização de grandes figuras e, após a sucessão de Constantin Sărăţeanu (um membro do PNŢ) ao poder em 1929, acreditava-se que ela seria destroçada por ambições políticas contraditórias. Segundo Nicolae Iorga, o próprio Miron Cristea terá dito:
| “ | A Regência não funciona porque não tem um líder. O Príncipe fuma os seus cigarros, Sărăţeanu olha para os seus livros e eu, sendo um padre, posso apenas tentar integrar-me. | ” |

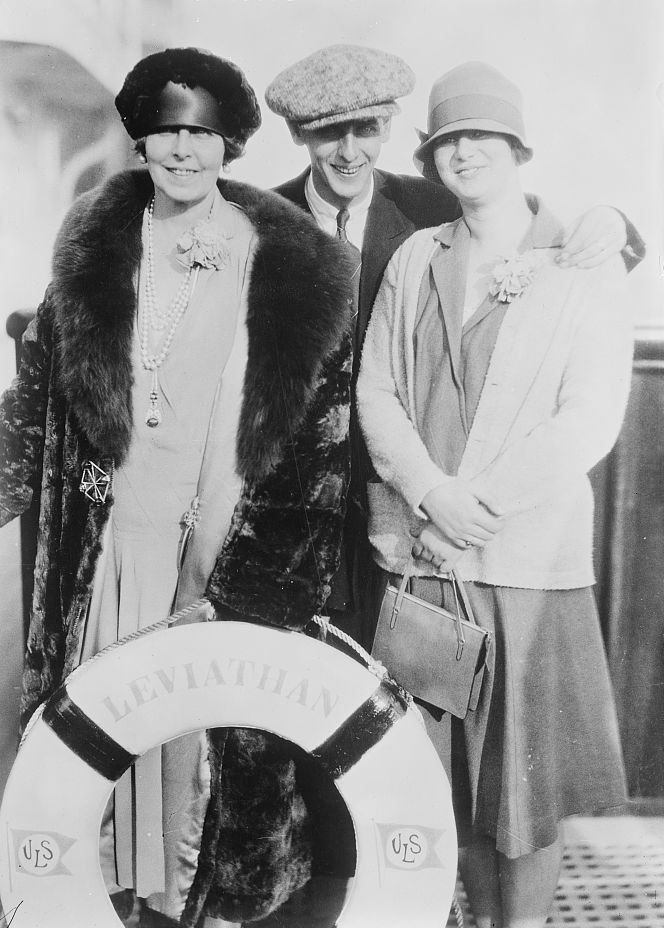
Nicolau com a mãe e a irmã Helena

A princípio Nicolau ficou encantado quando o seu irmão Carlos regressou à Roménia no dia 8 de junho de 1930 (tornando-se rei Carlos II e acabando assim com a regência). Aceitou de bom grado a sessão do parlamento que votou a favor da nova legislação em 1926 e acompanhou o seu recém-chegado irmão desde o aeródromo de  Băneasa até ao Palácio de Cotroceni.
Contudo as relações cordiais entre Nicolau e Carlos foram curtas. Nicolau queria casar-se com Joana Dumitrescu-Doletti, uma mulher divorciada, mas tinha consciência de que poderia ser embaraçoso para o rei autorizá-lo. O próprio Carlos sugeriu que o casal se devia casar sem pedir o seu consentimento (apesar de membros da família real terem de pedir o consentimento do rei antes de se casarem). Carlos tinha dito que nestas circunstâncias aceitaria o casamento como algo que não poderia ter evitado, mas depois da cerimónia acabou por utilizar este facto como desculpa para retirar os privilégios reais a Nicolau e exilá-lo da Roménia. Ele foi viver para a Espanha e mais tarde residiu na Suíça.
Nicolau casou-se duas vezes: em Tohani, na Roménia, a 28 de outubro de 1931 com Joanna Dumitrescu-Doletti (1902 ou 1909–1963) e a 13 de julho de 1967 casou-se em Lausana com a brasileira Thereza Lisboa Figueira de Mello (1913–1997).